# Slag bij Menen
De Slag bij Menen of de Slag bij Wervik was een veldslag op 12 en 13 september 1793 bij de Vlaamse stad Menen en het nabijgelegen dorp Wervik, destijds in de Oostenrijkse Nederlanden. Het was een onderdeel van de Eerste Coalitieoorlog en de Franse veldtocht in de Nederlanden. Het Franse Armée du Nord van generaal Jean Nicolas Houchard versloeg een Coalitieleger met voornamelijk troepen uit de Nederlandse Republiek onder aanvoering van prins Willem van Oranje, de latere koning, en zijn broer, prins Frederik. De Noord-Nederlanders werden bijgestaan door een Zuid-Nederlands detachement cavalerie van de Oostenrijkse generaal Jean-Pierre de Beaulieu. De Nederlandse troepen leden aanzienlijke verliezen en prins Frederik liep een schouderblessure op waarvan hij nooit helemaal genas.
Nederlanden: Marquain · Rijsel (1792) · Jemappes · Namen (1792) · Maastricht (1793) · Breda · Aldenhoven (1793) · Neerwinden · Raimes · Famars · Aarlen · Valencijn · Duinkerke · Hondschote · Menen ·  Wattignies · Moeskroen · Tourcoing · Doornik · Erquelinnes · Gosselies · Ieper · Hooglede · Fleurus · Boxtel · Sprimont · Maastricht (1794) · 's-Hertogenbosch · Aldenhoven (1794) · Puiflijk · Nijmegen · Luxemburg · Den Helder · Camperduin

Rijnfront: Verdun · Thionville · Valmy · Mainz (1792) · Mainz (1793) · Vogezen/Tripstadt · Mainz (1795) · Amberg · Würzburg

Italiaans front: Genua · Hyères · Rovereto · Bassano · Montenotte · Dego · Lodi · Arcole · Rivoli

Overige fronten (Vendée, Spanje): Fontenay-le-Comte · Toulon · Cholet · Luçon · Truillas · Boulou · San Lorenzo · Santa Cruz · Kaap Sint-Vincent
West-Indië: Guadeloupe · Martinique